# 小川正孝

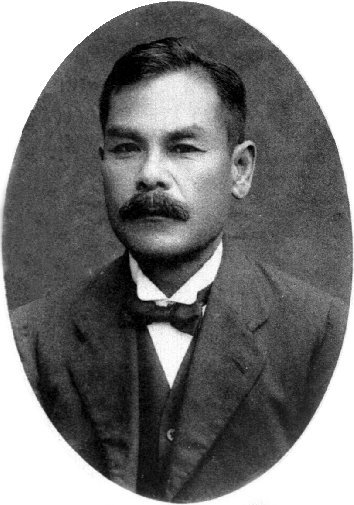
小川正孝

小川 正孝（おがわ まさたか、1865年2月21日（元治2年1月26日） - 1930年（昭和5年）7月11日）は、日本の化学者。東北帝国大学総長兼教授。

## 概要
松山中学（現在の愛媛県立松山東高等学校）から東京大学に学ぶ。1890年6月から1896年8月にかけて、静岡県尋常中学校で数学・物理・化学の教員を務めた。ロンドン大学のラムゼー研究室に留学。
2年間の留学中、トリウム鉱石のトリアナイト（方トリウム石、ThO2）の中に新元素を探す研究を行った。1906年の帰国後も研究を続け、1908年、「原子量が約100の43番目の元素」を発見し、ニッポニウム (Nipponium: Np) と命名したと発表した。しかし、追試で存在の明確な証拠が得られないまま、43番目の元素は1947年にセグレによって重水素とモリブデンの衝突実験で発見されたテクネチウムとなった。理化学研究所が113番元素を発見し、2016年にニホニウム（元素記号:Nh）と命名したが、この名称は小川の研究に敬意を表するものでもある。
1919年から1928年まで東北大学の総長をつとめ、在任中に金属材料研究所、工学部の創設などを行った。この時も総長の職の傍ら、総長室の隣に設置した個人実験室でニッポニウムの研究を行い、総長を退いた後も研究を続けた。だが、1930年7月3日に実験室で倒れ、入院先の大学病院で帰らぬ人となった。次男の栄次郎もニッポニウムを探し続けたが、40歳で急逝した。
1990年代になって、東北大学の吉原賢二により研究の再検討が行われた結果、小川が発見した元素は原子番号75のレニウム（1925年にノダックらによって発見）であった可能性が高いとみられる。最近になり、小川が亡くなる直前の1930年春、自ら精製したニッポニウムを含む試料を東京大学と東北大学金属材料研究所でX線分析にかけた結果、ニッポニウムはレニウムだという結論に達していたことが判明した（X線分析装置は小川がニッポニウムを「発見」した当時にはまだ日本には導入されておらず、この2か所が国内では初めての導入だった）。電子回折研究の第一人者だった四男の四郎は、この事実を知って大変喜んだという。
教え子に、大正製薬の創業者である石井絹治郎がいる。

## 家族
- 父・小川弘正 ‐ 愛媛県士族[1]
- 妻・クミヲ ‐ 福井藩士・藤島神社宮司の大館尚氏の三女[1]
- 次男・小川栄次郎（1905年-1945年） ‐ 化学者となって九州大学教授を務めた。
- 四男・小川四郎（1912年-1999年） ‐ 物理学者になって東北大学金属材料研究所及び芝浦工業大学教授を務めた。

## 栄典
- 1925年（大正14年）1月27日 - 勲二等瑞宝章[6]
- 1928年（昭和3年）7月2日 - 正三位[7]